# Moero! Nekketsu Rhythm Damashii Osu! Tatakae! Ōendan 2
Moero! Nekketsu Rhythm Damashii Osu! Tatakae! Ōendan 2 (燃えろ！熱血リズム魂　押忍！闘え！応援団２, Moero! Nekketsu Rizumu-damashii Osu! Tatakae! Ōendan Tsū) est un jeu vidéo musical développé par iNiS et édité par Nintendo, sorti le 17 mai 2007 sur Nintendo DS au Japon uniquement.
Il fait suite au jeu Osu! Tatakae! Ōendan sorti en 2005.

## Labande originaledu jeu
- Sukima Switch - "Zenryoku Shōnen"
- Flow - "Okuru Kotoba"
- Kaela Kimura - "Real Life Real Heart"
- Ken Hirai - "POP STAR"
- Hitomi Yaida - "Go my way"
- The Checkers - "Julia ni Shōshin"
- Going Under Ground - "VISTA"
- Home Made Kazoku - "Shōnen Heart"
- SMAP - "BANG! BANG! Bakansu!"
- AI - "Believe"
- mihimaru GT - "Kibun Jōjō" ↑↑
- Hotei Tomoyasu - "Bambina"
- Porno Graffitti - "Music Hour"
- Kishidan - "Zoku"
- Hyde - "Countdown"
- Sambomaster - "Sekai wa Sore o Ai to Yobunda ze"
- Orange Range - "Monkey Magic"
- NANA starring Mika Nakashima - "Glamorous Sky"
- ZZ - "Samuraï Blue"